# Лопская
Лопская (Виксйоки, Рогойоки, Лахнайоки, Мюгра, Большая, Шапкойоки, Пудос, Тюлле) — река в России, протекает по территории Мурманской области и Карелии. Впадает в Ковдозеро. Длина реки составляет 106 км. Площадь бассейна 2760 км².

## Физико-географическая характеристика
Река берёт начало из Виксозера под названием Виксйоки на высоте 139,3 м над уровнем моря. Виксйоки впадает в озеро Рого, из которого вытекает уже под названием Рогойоки. Рогойоки соединяется с рекой Лахнайоки, протекающей озёра Лахналампи и Ромбак. В 89 км от устья принимает приток — реку Мюгру и сама принимает название Мюгра, после чего впадает в Большое Шапкозеро, откуда вытекает под названием Большая (Шапкойоки). В 75 км до устья в Большую впадает река Сенная. На отметке в 129 м над уровнем моря проходит через Шапкозеро. На этом участке порожиста. Пройдя через Нижнее Шапкозеро, впадает в Тикшеозеро близ урочища Зелёная Гора. После Тикшеозера делится на Винчу и Пудос. Пудос проходит через одноимённое озеро и впадает в Нотозеро (Княжегубское водохранилище). Протока выходящая из Нотозера носит название Тюлле. Тюлле впадает в озеро Лопское, откуда берёт начало протока Лопская. Лопская впадает в озеро Пажма, являющееся частью Ковдозера (Княжегубское водохранилище). Населённых пунктов на реке нет.

## Фотографии
|  |  |  |

## Бассейн Лопской
Лопская протекает через озёра:
- Ромбак
- Шапкозеро
- Тикшеозеро (впадают реки Тощая и Хлебная)
- Иринозеро
- Пудос
- Нотозеро
- Лопское

Также к бассейну Лопской относятся озёра:
- Виксозеро (исток Лопской)
- Петроярви
- Сеннозеро (исток реки Сенной)
- Малое Кухто (бассейн Тикшеозера)
- Большое Кухто (бассейн Тикшеозера)
- Левиска (исток реки Хлебной)
- Сиговое (бассейн Тикшеозера)
- Степаново (бассейн Тикшеозера)
- Пайозеро (протекает река Винча)
- Кукас (бассейн реки Винчи)
- Челозеро (протекает река Винча)
- Кундомаярви (бассейн Нольозера)
- Нольозеро (протекает река Нольозерская)
- Верхняя Пажма (протекает река Нольозерская)
- Васькиярви (бассейн Нотозера)
- Дядино (протекает река Воронья)
- Лисье (бассейн Нотозера)
- Нерпозеро (бассейн Нотозера)
- Верхнее Нигрозеро (бассейн озера Лопского)
- Габозеро (бассейн озера Лопского)
- Лариново (бассейн озера Лопского)
- Кангас (бассейн озера Лопского)
- Верхние Кичаны (бассейн озера Лопского)
- Средние Кичаны
- Нижние Кичаны

## Данные водного реестра
По данным государственного водного реестра России относится к Баренцево-Беломорскому бассейновому округу, водохозяйственный участок реки — Ковда от Иовского гидроузла и до устья. Речной бассейн реки — бассейны рек Кольского полуострова и Карелии.
Код объекта в государственном водном реестре — 02020000612102000001326.